# Valmir
Valmir ist ein albanischer männlicher Vorname mit der Bedeutung „gute Welle“.

## Namensträger
- Valmir Bytyqi (* 1982), kosovarischer Fußballspieler
- Valmir Nafiu (* 1994), mazedonischer Fußballspieler albanischer Abstammung
- Valmir Sulejmani (* 1996), deutsch-albanischer Fußballspieler